# میناس سارگسیان
میناس مکرتچی سارگسیان (ارمنی: Մինաս Մկրտչի Սարգսյան؛  زادهٔ ۱۱ دسامبر ۱۸۷۰ - درگذشته ۲۹ مهٔ ۱۹۵۵) فرد نظامی، انقلابی اهل ارمنستان بود.

## زندگی‌نامه
وی در ۱۱ دسامبر ۱۸۷۰ در آگولیس بالا به دنیا آمد . همچنین برندهٔ جوایزی همچون نشان پرچم سرخ کار ارمنستان شوروی شده است. وی در ۲۹ مهٔ ۱۹۵۵ در سن ۶۸ سالگی در ایروان درگذشت.

## یادداشت
1. ↑  Վերին Ագուլիս
2. ↑  Հայկական ԽՍՀ աշխատանքի կարմիր դրոշի շքանշան